# Вест-Лох-Естейт (Гаваї)
Вест-Лох-Естейт (англ. West Loch Estate) — переписна місцевість (CDP) в США, в окрузі Гонолулу штату Гаваї. Населення — 5523 особи (2020).

## Географія
Вест-Лох-Естейт розташований за координатами 21°21′41″ пн. ш. 158°1′28″ зх. д. / 21.36139° пн. ш. 158.02444° зх. д. (21.361264, -158.024527).  За даними Бюро перепису населення США в 2010 році переписна місцевість мала площу 1,61 км², з яких 1,60 км² — суходіл та 0,01 км² — водойми. В 2017 році площа становила 1,71 км², з яких 1,71 км² — суходіл та 0,01 км² — водойми.

## Демографія
Згідно з переписом 2010 року, у переписній місцевості мешкало 5485 осіб у 1600 домогосподарствах у складі 1308 родин. Густота населення становила 3403 особи/км².  Було 1634 помешкання (1014/км²).
Расовий склад населення:
| - 55,0 % — азіатів - 13,7 % — білих - 5,8 % — вихідців з тихоокеанських островів - 1,7 % — чорних або афроамериканців - 0,2 % — корінних американців - 1,3 % — осіб інших рас |

До двох чи більше рас належало 22,3 %. Частка іспаномовних становила 8,4 % від усіх жителів.
За віковим діапазоном населення розподілялося таким чином: 24,5 % — особи молодші 18 років, 63,6 % — особи у віці 18—64 років, 11,9 % — особи у віці 65 років та старші. Медіана віку мешканця становила 39,4 року. На 100 осіб жіночої статі у переписній місцевості припадало 96,2 чоловіків;  на 100 жінок у віці від 18 років та старших — 95,3 чоловіків також старших 18 років.
Середній дохід на одне домашнє господарство  становив 100 749 доларів США (медіана — 97 578), а середній дохід на одну сім'ю — 105 429 доларів (медіана — 98 813). Медіана доходів становила 55 403 долари для чоловіків та 38 586 доларів для жінок. За межею бідності перебувало 4,3 % осіб, у тому числі 1,3 % дітей у віці до 18 років та 16,2 % осіб у віці 65 років та старших.
Цивільне працевлаштоване населення становило 2782 особи. Основні галузі зайнятості: освіта, охорона здоров'я та соціальна допомога — 22,3 %, мистецтво, розваги та відпочинок — 15,1 %, публічна адміністрація — 12,8 %.